# Dejan Antić
Dejan Antić  (Servisch: Дејан Антић) (Belgrado, 9 december 1968) is een schaker uit Servië. Hij is een grootmeester en begon in 1988 beroepsmatig te schaken. Vroeger speelde hij voor Joegoslavië.
- Van 2 t/m 15 april 2005 speelde hij in Kopaonik mee in het toernooi om het kampioenschap van Servië-Montenegro en eindigde met 8 punten uit 13 ronden op de vierde plaats.
- Van 17 t/m 25 september speelde Antić mee in het toernooi Casino open dat in Seefeld verspeeld werd. Hij eindigde met 7 uit 9 op de derde plaats.